# French Open 2015 (turniej legend poniżej 45 lat)
French Open 2015 – turniej legend poniżej 45 lat – zawody deblowe legend poniżej 45 lat, rozgrywane w ramach drugiego w sezonie wielkoszlemowego turnieju tenisowego, French Open. Zmagania miały miejsce w dniach 3–7 czerwca na ceglanych kortach Stade Roland Garros w 16. dzielnicy francuskiego Paryża.

## Drabinka

#### Klucz
- w/o – walkower
- k – krecz
- d – dyskwalifikacja
- Q – kwalifikant
- WC – dzika karta
- LL – szczęśliwy przegrany
- Alt – zawodnik zastępczy
- PR – ochrona rankingu
- SE – specjalna przepustka
- ITF – ranking ITF
- JE – ranking juniorski

### Faza finałowa
|  |       |                                 |   |   |  |
|  | Finał |                                 |   |   |  |
|  |       |                                 |   |   |  |
|  |       |                                 |   |   |  |
|  |       |                                 |   |   |  |
|  |       | Juan Carlos Ferrero Carlos Moyá | 6 | 6 |  |
|  |       | Juan Carlos Ferrero Carlos Moyá | 6 | 6 |  |
|  |       | Arnaud Clément Nicolas Escudé   | 3 | 3 |  |
|  |       | Arnaud Clément Nicolas Escudé   | 3 | 3 |  |
|  |       |                                 |   |   |  |

### Faza początkowa

#### Grupa A
|    |                                    | Sébastien Grosjean Fabrice Santoro | Juan Carlos Ferrero Carlos Moyá | Michael Chang Goran Ivanišević | Mecze W–L | Sety W–L | Gemy W–L | Miejsce |
| A1 | Sébastien Grosjean Fabrice Santoro |                                    | 6:4, 3:6, krecz (6 czerwca)     | 6:3, 6:3 (3 czerwca)           | 1–1       | 3–1      | 21–16    | 2.      |
| A2 | Juan Carlos Ferrero Carlos Moyá    | 4:6, 6:3, krecz (6 czerwca)        |                                 | 6:3, 6:3 (4 czerwca)           | 2–0       | 3–1      | 22–15    | 1.      |
| A3 | Michael Chang Goran Ivanišević     | 3:6, 3:6 (4 czerwca)               | 3:6, 3:6 (3 czerwca)            |                                | 0–2       | 0–4      | 12–24    | 3.      |

#### Grupa B
|    |                                        | Arnaud Clément Nicolas Escudé | Sergi Bruguera Gastón Gaudio | Jewgienij Kafielnikow Andrij Medwediew | Mecze W–L | Sety W–L | Gemy W–L | Miejsce |
| B1 | Arnaud Clément Nicolas Escudé          |                               | 5:7, 6:1, 10–8 (3 czerwca)   | 6:4, 7:5 (4 czerwca)                   | 2–0       | 4–1      | 25–17    | 1.      |
| B2 | Sergi Bruguera Gastón Gaudio           | 7:5, 1:6, 8–10 (3 czerwca)    |                              | 4:6, 4:6 (5 czerwca)                   | 0–2       | 1–4      | 16–24    | 3.      |
| B3 | Jewgienij Kafielnikow Andrij Medwediew | 4:6, 5:7 (4 czerwca)          | 6:4, 6:4 (5 czerwca)         |                                        | 1–1       | 2–2      | 21–21    | 2.      |